# Třída Imperatrica Marija
Třída Imperatrica Marija byla třída bitevních lodí Ruského carského námořnictva. Celkem byly postaveny tři jednotky této třídy, určené pro službu v Černém moři. Lodě se účastnily první světové války i bojů ruské revoluce. Od třídy Gangut postavené pro baltské loďstvo, se třída Imperatrica Marija lišila kratším trupem, zesíleným pancéřováním a nižší rychlostí.

## Vznik

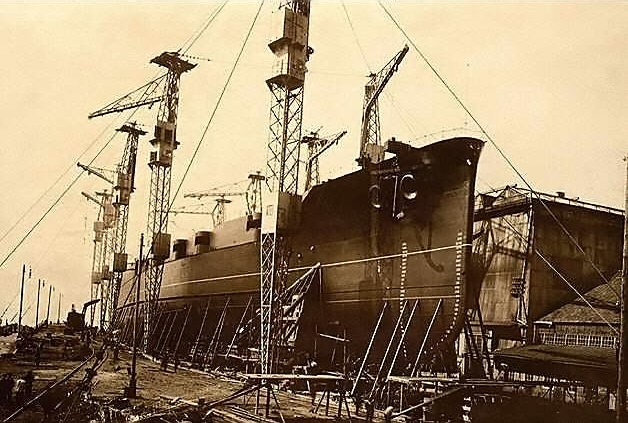
Stavba dreadnoughtu Imperatrica Jekatěrina Velikaja

Ruské loděnice v letech 1911–1917 postavily celkem tři jednotky této třídy.
Jednotky třídy Imperatrica Marija:
| Jméno                           | Založení kýlu | Spuštěna | Vstup do služby   | Další jména            | Osud                      |
| ------------------------------- | ------------- | -------- | ----------------- | ---------------------- | ------------------------- |
| Imperatrica Marija              | 1911          | 1913     | 10. června 1915   | –                      | zničena vnitřní explozí   |
| Imperatrica Jekatěrina Velikaja | 1911          | 1914     | 18. října 1915    | Svobodnaja Rossija     | potopena vlastní posádkou |
| Imperator Alexandr III          | 1911          | 1914     | 17. července 1917 | Volja Geněral Alexejev | sešrotována               |

## Konstrukce

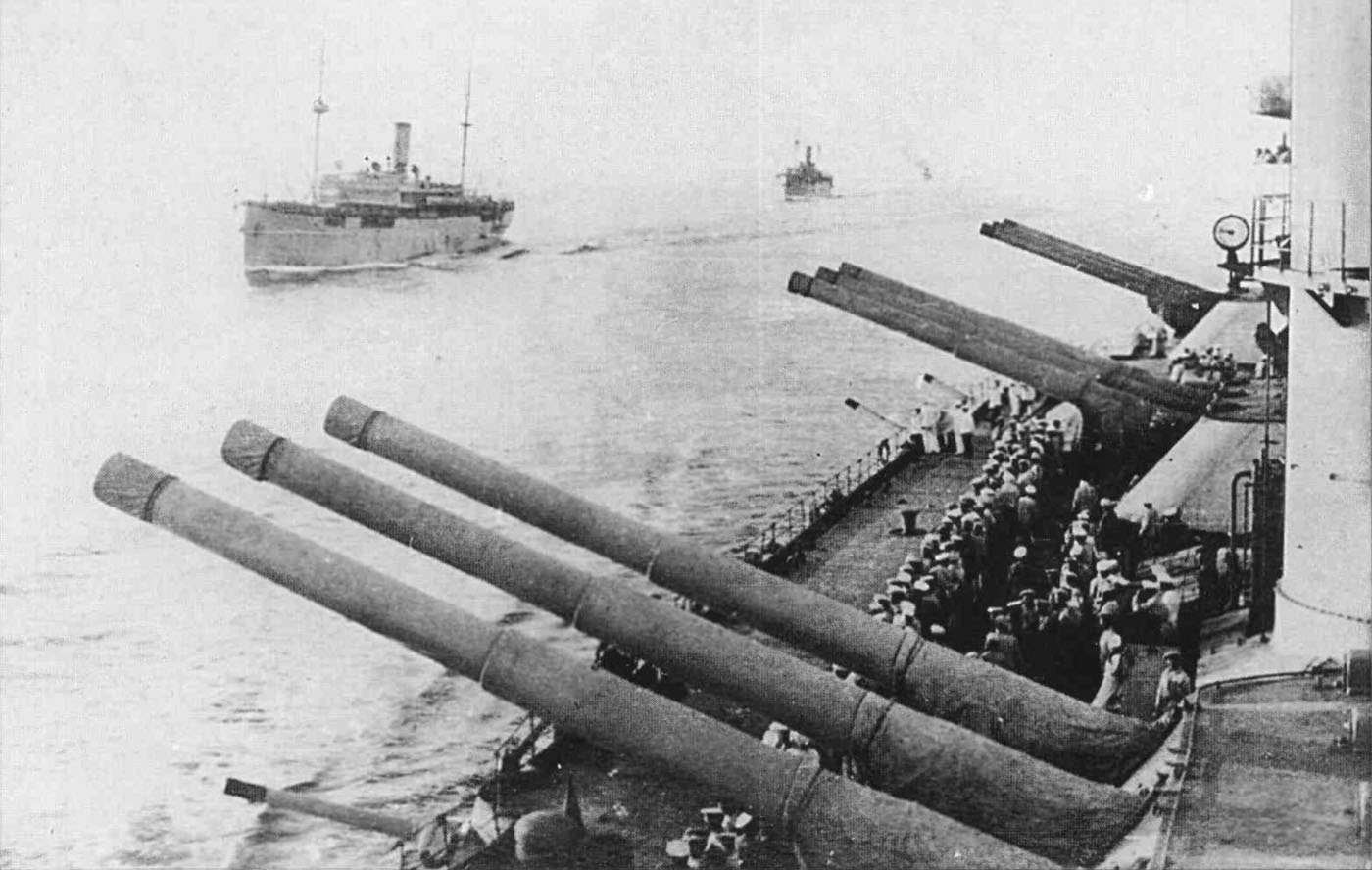
305mm kanóny dreadnoughtu Imperatrica Jekatěrina Velikaja

Hlavní výzbroj po dokončení tvořilo dvanáct 305mm kanónů ve čtyřech třídělových věžích stojících v ose lodi. Sekundární výzbroj tvořilo dvacet 130mm kanónů umístěných v kasematech. Lehkou výzbroj představovaly čtyři 75mm kanóny. Lodě rovněž nesly čtyři 450mm torpédomety. Nejvyšší rychlost dosahovala 21 uzlů.

## Služba

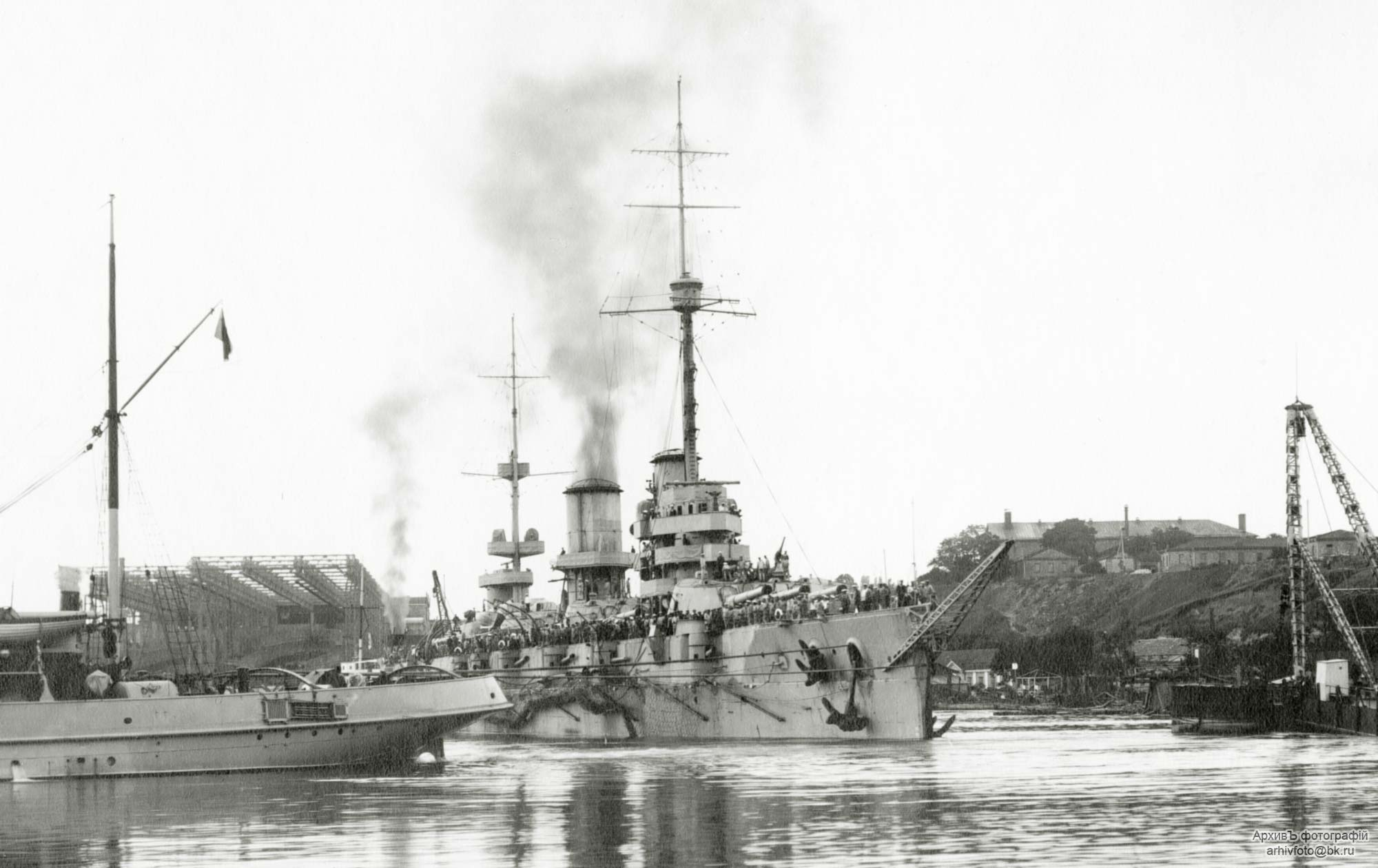
Imperatrica Marija

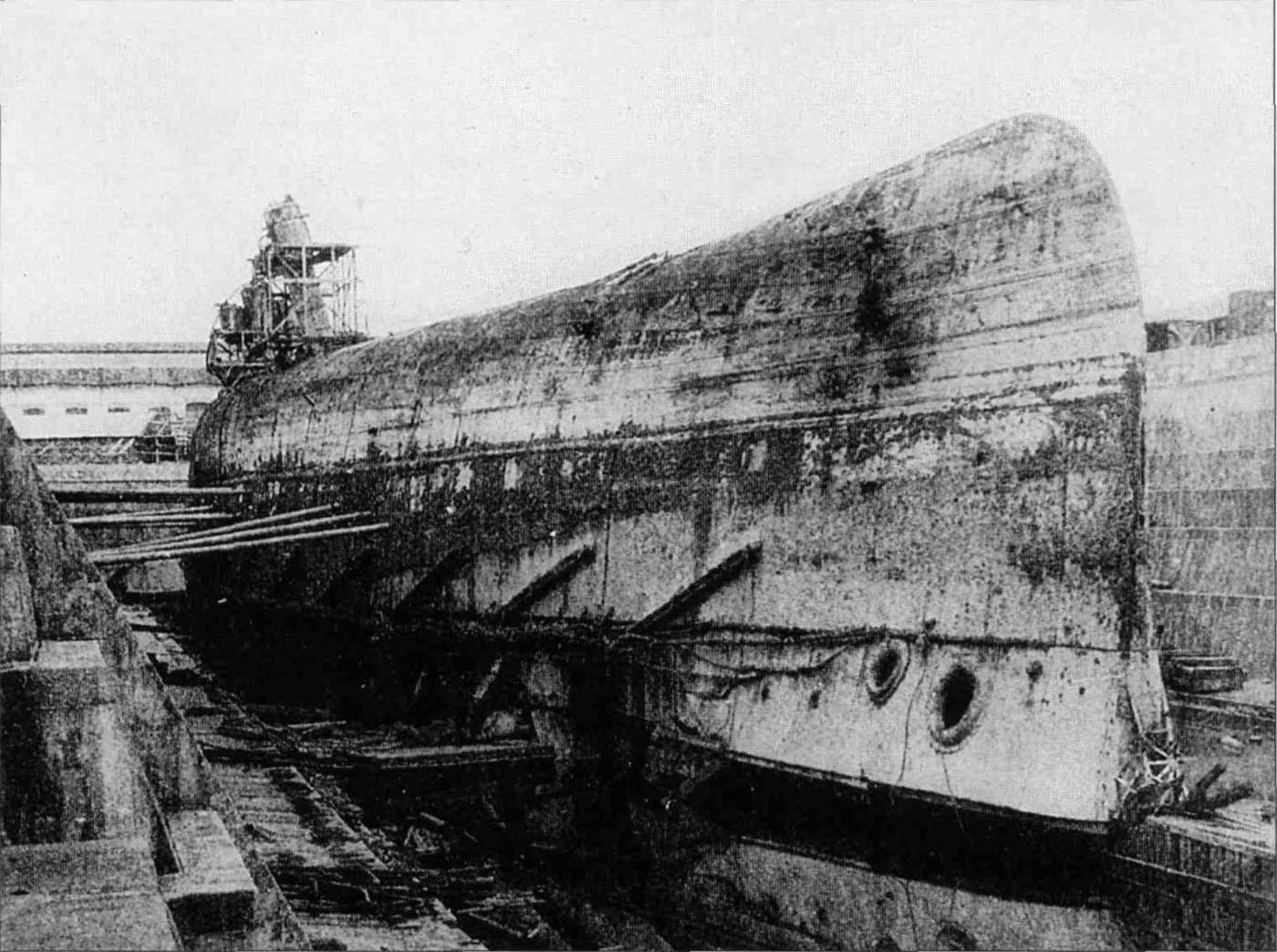
Vyzvednutý vrak bitevní lodě Imperatrica Marija

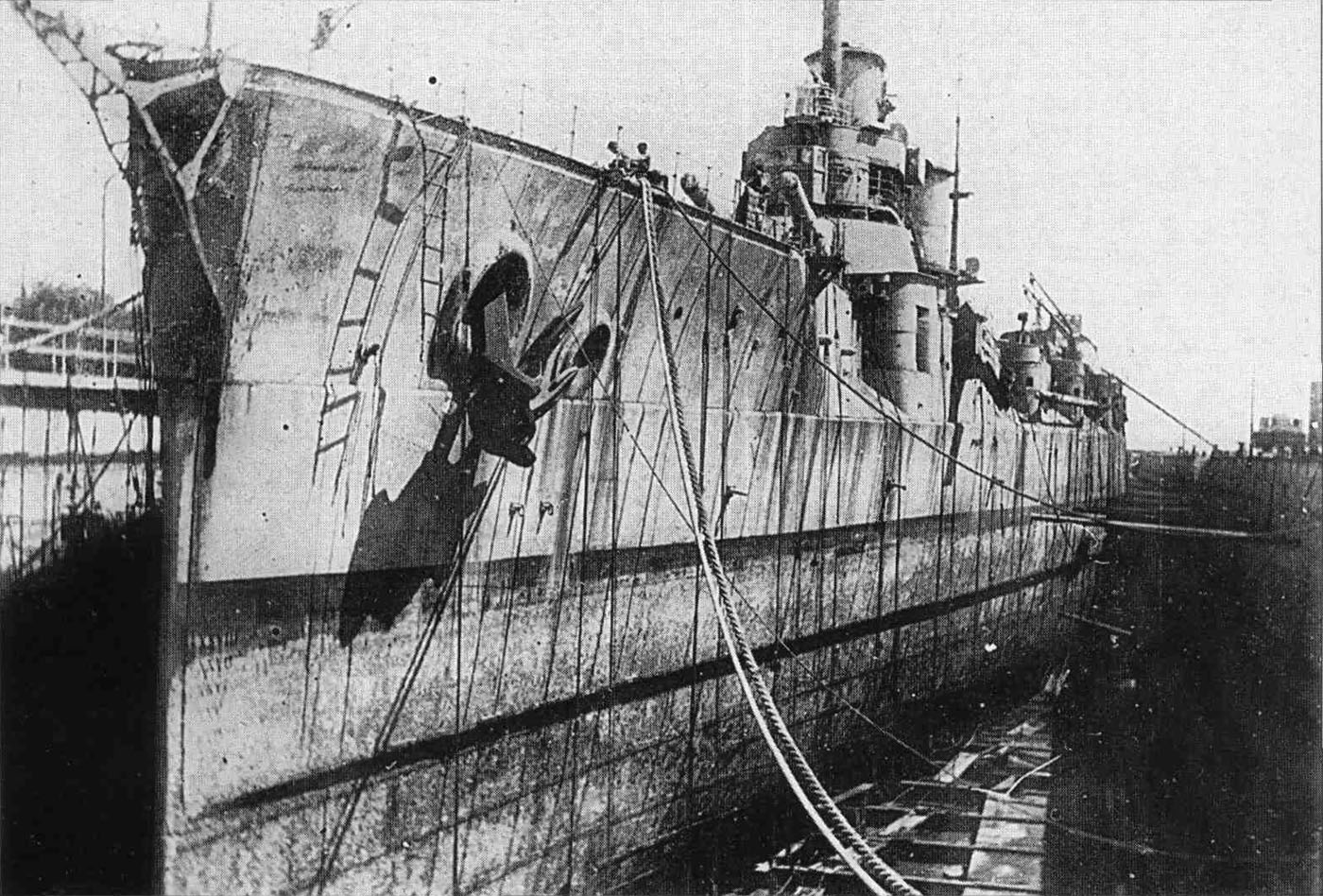
Geněral Alexejev (ex Imperator Alexandr III) v roce 1919

Černomořské loďstvo bylo zařazením bitevních lodí Imperatrica Marija a Imperatrica Jekatěrina Velikaja v roce 1915 velmi posíleno. Získalo tím jednoznačnou převahu nad bitevním křižníkem SMS Goeben (kromě rychlosti), který do té doby v Černém moři neměl rovnocenného soupeře. Obě bitevní lodě se v posledních měsících roku 1915 podílely na výpadech ruského loďstva k tureckému a bulharskému pobřeží.
Imperatrica Marija však byla překvapivě zničena 20. října 1916 v Sevastopolu vnitřní explozí.
Po únorové revoluci v roce 1917 byla Imperatrica Jekatěrina Velikaja přejmenována na Svobodnaja Rossija. Třetí jednotka třídy rozestavěná jako Imperator Alexandr III., byla do služby zařazena v červnu 1917 jako Volja. Po říjnové revoluci byly obě bitevní lodě podřízeny ústřednímu výboru námořnických sovětů Černomořského loďstva (Centroflot) a jejich bojová aktivita ustala. Dočasný konec bojových akcí proti Centrálním mocnostem v březnu 1918 stvrdilo podepsání Brestlitevského míru.
Podle podmínek mírové smlouvy mělo být loďstvo v Sevastopolu odzbrojeno pod německým dohledem. Když se však německá armáda přiblížila k městu, posádky s loděmi unikly do Novorossijska. Když sovětský admirál Tichmeněv rozhodl odvést své lodě do německé internace, loďstvo se rozdělilo a část lodí vlastní posádky raději potopily. Zatímco Volja odplula do Sevastopolu, Svobodnaja Rossija vyplula 18. června 1918 před novorossijský přístav, kde ji čtyřmi torpédy potopil torpédoborec Kerč.
Volja byla v červnu 1918 zajata Němci, kteří však loď nedokázali zařadit do služby (neměli na to ani dostatek námořníků). Po německé kapitulaci ukořistěné lodě 25. listopadu 1918 převzala Velká Británie, která se zde podílela na protibolševické intervenci sil Dohody v rámci ruské občanské války a její silné loďstvo ovládlo prostor Černého moře.
V září roku 1919 Britové předali část ukořistěných lodí – bitevní loď Geněral Alexejev (ex Volja), křižníky General Kornilov (ex Očakov), Pamjať Merkurija, Almaz, 11 torpédoborců a pět ponorek, bělogvardějcům, což jim umožnilo stáhnout část vlastních sil z oblasti. Bělogvardějská námořní eskadra měla námořní převahu v celé oblasti a soustředila se na podporu pozemních jednotek.
Námořní převaha nemohla zachránit situaci na souši. Bolševická ofenziva v říjnu 1920 rychle postupovala do oblastí, dosud ovládaných bělogvardějci. Bělogvardějská námořní eskadra proto v polovině listopadu 1920 evakuovala na 151 000 lidí do Istanbulu a posléze se, včetně bitevní lodě Geněral Alexejev, nechala internovat Francouzi v severoafrické Bizertě. Sovětský svaz získal válečné lodě eskadry až v roce 1924 poté, co s ním Francie navázala diplomatické styky. Kvůli katastrofálnímu technickém stavu však musely být, včetně Geněral Alexejev, všechny sešrotovány.